# Wheathill, Somerset
Wheathill är en by i civil parish Lovington, i enhetskommunen Somerset, i grevskapet Somerset, i England. Byn är belägen 15 km från Yeovil. Wheathill var en civil parish fram till 1933 när blev den en del av Lovington. Civil parish hade 32 invånare år 1931. Byn nämndes i Domedagsboken (Domesday Book) år 1086, och kallades då Watehelle/Watehella.